# GP Denain 1966
De 8e editie van de wielerwedstrijd GP Denain werd gehouden op 12 april 1966. De start en finish vonden plaats in Denain in het Franse Noorderdepartement. Op het podium stonden de drie Belgen, Martin Van Den Bossche, Constant Jongen en Herman Vrancken, waarvan de laatste won.

## Uitslag
| GP Denain 1965 (175 km) |                        |                  |      |
| Plaats                  | Naam                   | Ploeg            | tijd |
| Winnaar                 | Herman Vrancken        | Dr. Mann–Grundig |      |
| 2                       | Martin Van Den Bossche | Romeo-Smiths     |      |
| 3                       | Constant Jongen        | Dr. Mann–Grundig |      |

1959 · 1960 · 1961 · 1962 · 1963 · 1964 · 1965 · 1966 · 1967 · 1968 · 1969 · 1970 · 1971 · 1972 · 1973 · 1974 · 1975 · 1976 · 1977 · 1978 · 1979 · 1980 · 1981 · 1982 · 1983 · 1984 · 1985 · 1986 · 1987 · 1988 · 1989 · 1990 · 1991 · 1992 · 1993 · 1994 · 1995 · 1996 · 1997 · 1998 · 1999 · 2000 · 2001 · 2002 · 2003 · 2004 · 2005 · 2006 · 2007 · 2008 · 2009 · 2010 · 2011 · 2012 · 2013 · 2014 · 2015 · 2016 · 2017 · 2018 · 2019 · 2020 · 2021 · 2022 · 2023 · 2024 · 2025